# Валентин Цанков
Валентин Цанков (болг. Валентин Цанков); нар. 25 серпня 1956, Пловдив — болгарський офіцер, бригадний генерал. Член Ради оборони Республіки Болгарія. Один із ключових ідеологів приєднання Болгарії до Північно-Атлантичного Блоку НАТО, автор безпекових концепцій.

## Біографія
Народився 25 серпня 1956 в Пловдиві. З відзнакою закінчив Вищу військову школу у Велико-Тирново. Навчався у Військовій академії імені Г. С. Раковски (1988-1990) у Софії, яку закінчив із золотою медаллю. Потім навчався в Академії Генерально Штабу в Греції (1997-1998). Проходив додаткові курси в школі НАТО в Обераммергау в Німеччині, у Військовому коледжі НАТО в Римі, у Європейському центрі з вивчення питань безпеки «Джорджа Маршала» в Гарміш-Партенкірхені, курс для керівників вищої ланки управління оборонними ресурсами, Монтерей, Каліфорнія, США та інших.

### Кар'єра
Він був главою незалежного відділу НАТО в штабі Сухопутних військ, начальником оборони Управління постійної дипломатичної місії Болгарії в штаб-квартирі НАТО в Брюсселі.
З 28 серпня 2002 по 7 жовтня 2003 був очільником Дирекції оборонної політики та планування. З 7 жовтня 2003 по 1 березня 2004 був директором Управління оборонного планування та програмування Міністерства оборони. Був аташе з питань оборони в Лондоні (2004-2007), Вашингтоні (2010-2011) та радником міністра оборони.
За свою кар'єру був членом урядової делегації Болгарії в переговорному процесі щодо вступу до НАТО; Секретар Ради програм при Міністерстві юстиції; Член Ради оборони.
Автор статей і публікацій пов'язаних з національною безпекою, військово-політичною ситуацією і поточними питаннями безпеки.
Поліглот. Говорить англійською, французькою та грецькою мовами.